# Lilly Maier

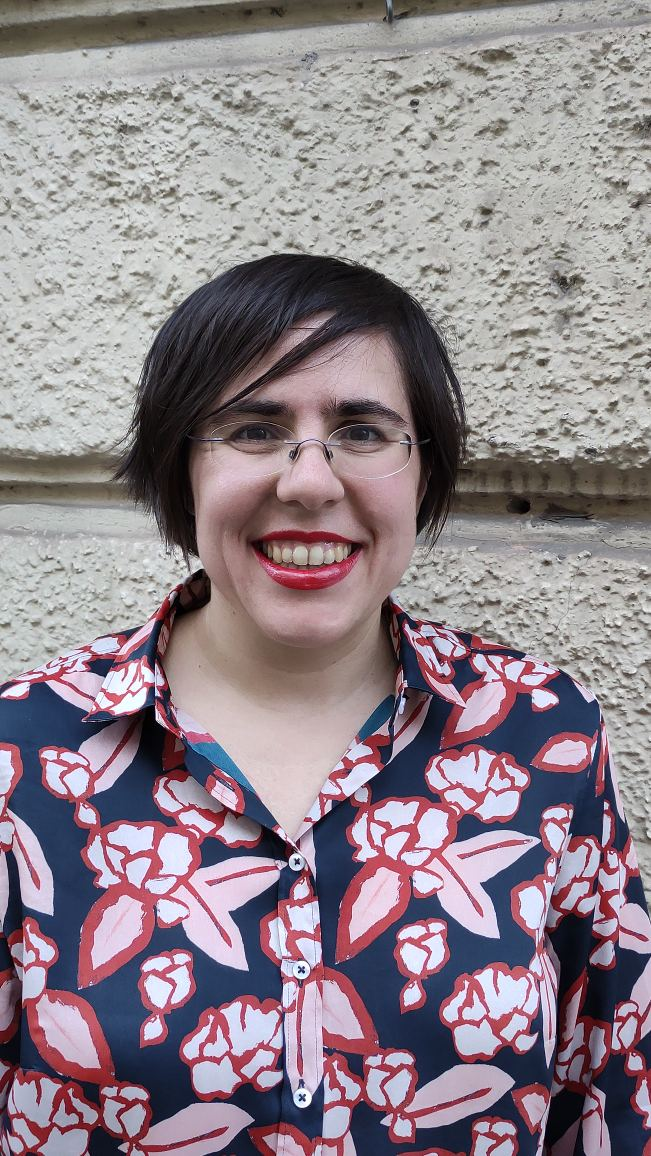
Lilly Maier (2025)

Lilly Maier (* 1992) ist eine deutsch-österreichische Historikerin und Autorin.

## Leben
Lilly Maier wuchs in Wien und München auf. Sie studierte zwischen 2011 und 2014 Geschichte und Journalismus an der Ludwig-Maximilians-Universität München (LMU) sowie an der American University in Washington, D.C. und schloss ihr Studium mit einem Bachelorgrad ab. Ihre Bachelorarbeit Ein Leben nach dem Kindertransport wurde im Jahr 2014 mit dem LMU-Forscherpreis für exzellente Studierende ausgezeichnet.  Nach ihrem Bachelorabschluss studierte sie Geschichte im Master-Studiengang an der Ludwig-Maximilians-Universität in München und schloss dieses im Jahr 2017 mit ihrer Masterarbeit zum Thema Das Schicksal des Arthur Kern – Eine biographische Studie zu den Französischen Kindertransporten ab.  Während des Studiums wurde sie durch ein Stipendium des Max-Weber-Programms des Elitenetzwerks Bayern gefördert.
Zwischen 2015 und 2016 absolvierte sie ein Masterstudium in Journalismus an der New York University, für das sie ein Fulbright-Stipendium erhielt. Zu dieser Zeit schrieb sie für verschiedene Medien, darunter die jüdische Tageszeitung Forward. Auch im deutschsprachigen Raum schrieb sie für verschiedene Medien, darunter den Kurier und Mon-Mag, das Magazin der Monacensia .
Seit 2012 arbeitet Maier als Referentin in der Gedenkstätte Dachau. Seit 2018 ist sie Doktorandin am Lehrstuhl für Jüdische Geschichte und Kultur (Michael Brenner). Ihr Dissertationsprojekt, das sich mit jüdischen Frauen befasst, die in Frankreich während der Shoah Jüdinnen und Juden retteten, wird von der Studienstiftung des deutschen Volkes gefördert.

## Wirken
Lilly Maier lernte als 11-jährige Schülerin zufällig den jüdischen Holocaust-Überlebenden Arthur Kern (* als Oswald Kernberg) kennen, der als Kind in der gleichen Wohnung gelebt hatte wie sie. Kern überlebte den Holocaust, da er im Jahr 1939 durch einen Kindertransport gerettet werden konnte und in ein französisches Kinderheim, das von Ernst Papanek geleitet wurde, kam. Als die Wehrmacht auch in Frankreich einfiel, wurden die Kinder über Portugal in die USA evakuiert, wo er fortan lebte. Als alter Mann wollte Kern noch einmal die Wohnung besuchen, in der er aufgewachsen war, und lernte so Maier kennen. Als Schülerin nahm Maier daraufhin am österreichischen Zeitgeschichte-Projekt A Letter To The Stars teil, bei dem sie das Schicksal der Familie Kern bzw. Kernberg recherchierte. Danach wurde sie von einer Frau kontaktiert, die über 60 Jahre lang den Nachlass der Eltern von Arthur Kern verwahrt hatte. Maier wurde durch die Begegnung mit Kern dazu inspiriert, Historikerin zu werden. Über ihre Begegnung mit Kern verfasste Maier anschließend ein Buch: Arthur und Lilly. Das Mädchen und der Holocaust-Überlebende.
Maier widmet sich seitdem in ihren wissenschaftlichen und journalistischen Veröffentlichungen Themen der jüdischen Geschichte, darunter Kindertransporte, Biographien von Jüdinnen und Juden sowie jüdischen Retterinnen und Rettern. Lokalgeschichtlich beschäftigt sie sich mit der Geschichte des jüdischen Schwarzmarkts in der Münchner Möhlstraße. Außerdem erstellt sie Unterrichtsmaterialien zur Beschäftigung mit jüdischer Geschichte im Schulunterricht: 2025 erschienen die "John Werner Friedmann Unterrichtsmaterialien" im Auftrag des United States Holocaust Memorial Museum und das "The Last Musician of Auschwitz - Curriculum" im Auftrag des New Yorker Center for Jewish History.

## Schriften (in Auswahl)
- Ein Leben nach dem Kindertransport. In: Florian Grumblies (Hrsg.): Fremde Heimat. Rettende Kindertransporte aus Hannover 1938/39. Hannover 2015, S. 206–217.
- Arthur und Lilly. Das Mädchen und der Holocaust-Überlebende. Heyne, München 2018, ISBN 978-3-641-22864-4.
- Auf Wiedersehen, Kinder! Ernst Papanek - Revolutionär, Reformpädagoge und Retter jüdischer Kinder. Molden, Wien / Graz 2021, ISBN 978-3-222-15048-7.
- Rescued twice: the French Kindertransport - Differences from and similarities to the British Kindertransport. In: Michael Berkowitz (Hrsg.): Jewish Historical Studies. Band 51, Nr. 1, 2020, S. 267–284.
- Interventions by non-governmental organisations in state-run internment camps in France. The rescue of Jewish children from Rivesaltes as told through the example of Vivette Hermann. In: Gabriele Anderl, Linda Erker and Christoph Reinprecht (Hrsg.): Internment Refugee Camps. Historical and Contemporary Perspectives. Wien 2022, S. 99–110.
- Traumaarbeit mit jüdischen Flüchtlingskindern im Zweiten Weltkrieg. Eine biografische Studie zum Reformpädagogen Ernst Papanek. In: Zeitschrift für Individualpsychologie. Nr. 47. Wien 2022, S. 241–255.

## Preise und Auszeichnungen
- 2007: 1. Preis im Spiegel-Schülerzeitungswettbewerb[10]
- 2014: LMU-Forscherpreis für exzellente Studierende 2014 für die Bachelor-Arbeit Ein Leben nach dem Kindertransport[1]